# ユニバーサルコントロール
ユニバーサルコントロール (Universal Control) はAppleが開発・提供する、macOSおよびiPadOS上で利用できるOS標準の機能である。
類似する機能としてSidecarやiPhoneミラーリング、Macの仮想ディスプレイ、Handoffや連携カメラ、AirPlay、AirDropなどがあり、これらを通じAppleは同社の製造・販売する端末類の間での連携機能を提供している。

## 対応ソフトウエア
- macOS Monterey 12.4以降
- iPadOS 15.4以降